# Miffy
Miffy és un personatge infantil creat per Dick Bruna. Miffy és una conilleta. El seu nom original en neerlandès és Nijntje ([ˈnɛɪ̯ncǝ]), que ve de konijntje, que es tradueix com 'conillet'. En neerlandès el seu cognom és Pluis.
Miffy va néixer el 1955, quan Dick Bruna, per explicar un conte al seu fill, es va inventar un seguit d'històries sobre un petit conill que havien vist aquell mateix dia.
Miffy és dibuixada amb l'estil línia clara, molt poques línies i un o dos colors primaris, introduït per Hergé. Cadascun dels llibres de Miffy conté 16 pàgines, cadascuna amb una il·lustració i quatre línies de versos. Per ordre exprés d'en Dick Bruna, els llibres són impresos en format petit, ja que aquest considerava important que els lectors (els nens) sentissin que els seus llibres eren dedicats especialment a ells i no als seus pares.
El 16 de febrer del 2006 va obrir la Casa de Dick Bruna, que des del 2016 és el Museu de Miffy, on es pot veure l'obra de Bruna.
El 30 de juliol del 2014 es va anunciar que Bruna no publicaria més llibres de Miffy.